# Nónhóll
Nónhóll är en bergstopp i republiken Island. Den ligger i regionen Västfjordarna, 200 km nordväst om huvudstaden Reykjavík. Toppen på Nónhóll är 642 meter över havet.
Runt Nónhóll är det mycket glesbefolkat, med 2 invånare per kvadratkilometer. Närmaste större samhälle är Patreksfjörður, omkring 14 kilometer sydväst om Nónhóll. Trakten runt Nónhóll består i huvudsak av gräsmarker.